# جورج جاي قاولد الأول
جورج جاي قاولد الأول (بالإنجليزية: George Jay Gould)‏ هو خبير مالي أمريكي، ولد في 6 فبراير 1864 في نيويورك في الولايات المتحدة، وتوفي في 16 مايو 1923 في الريفييرا الفرنسية في فرنسا.

## وصلات خارجية
- جورج جاي قاولد الأول على موقع الموسوعة البريطانية (الإنجليزية)